# 諏訪町 (新宿区)
諏訪町（すわちょう）は東京都新宿区に存在した町名。およそ現在の高田馬場一丁目大部分と西早稲田二丁目西半分に相当する。

## 歴史

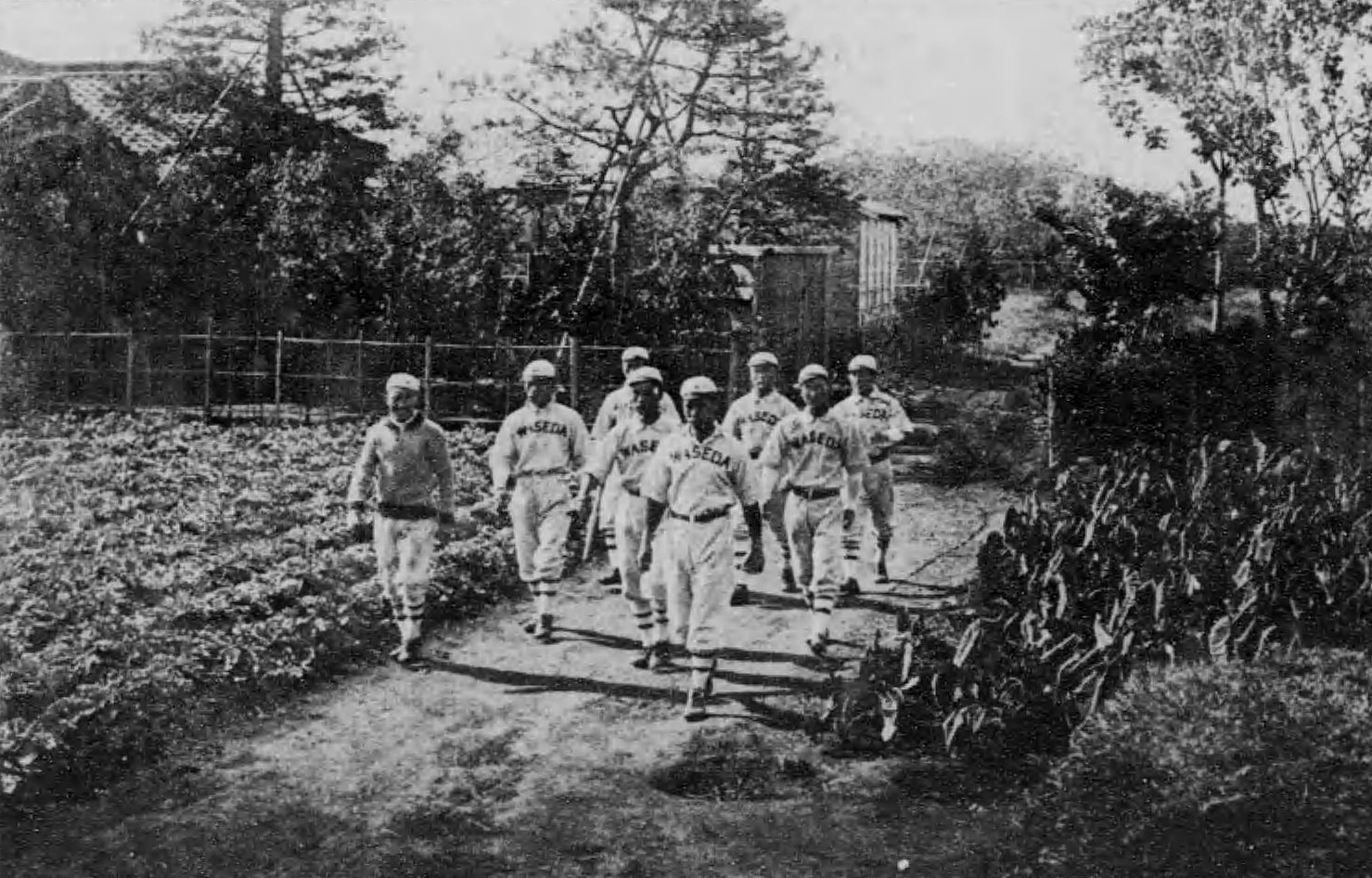
諏訪森の合宿所を後にする早大野球部員（明治43年10月）

町名の由来となっている諏訪神社、旧松原神社は平安時代創建と伝えられ、源氏や徳川氏の崇敬も得た由緒ある神社である。
江戸時代初期には大久保村の一部で、一帯は玉薬同心大縄地となっていたが、この内木原忠助・小林彦十郎の給地が召し上げられ、当地は御料入会となった。元禄期に大久保村の枝郷として独立し、諏訪神社に因み諏訪村を名乗ったが、諏訪谷（すわや）村との呼称も多く見られた。
諏訪神社は鬱蒼とした鎮守の森に囲まれ、諏訪森と呼ばれた。境内弁天池を通るように秣川が縦断し、神田川に合流していた。明治初期までは諏訪神社の西方に十数戸の集落が存在するだけの小さな農村で、秣川流域に水田、残りに畑地が広がっていた。
明治22年（1889年）の町村制施行時に戸塚村・下戸塚村・源兵衛村と合併し、戸塚村大字諏訪となった。昭和7年（1932年）東京市に編入され、淀橋区諏訪町となる。
戦前は早稲田大学生向けの下宿が軒を連ねた。
昭和50年（1975年）6月1日実施の住居表示に伴う町名変更によって町域のほとんどが高田馬場一丁目と西早稲田二丁目の各一部となった。その後は学習院女子短期大学（現・学習院女子大学）に隣接したごく狭小な区域のみが諏訪町として存続していたが、1981年6月1日実施の住居表示により当該区域は戸山三丁目21番街区となり、正式の地名としての諏訪町は消滅した。
なお、交差点、バス停留所など付近の地名・施設に多くその名残を残している。また、1972年の都市交通審議会答申第15号では首都圏での高速鉄道網整備計画の中に「東京13号線」（志木－新宿）の経由地として諏訪町が明記され、2008年6月14日に東京地下鉄副都心線が開業した時には旧諏訪町域の高田馬場1丁目と西早稲田2丁目で西早稲田駅の出入口が設置された。

### 地名の由来
町名は諏訪神社に由来する。

## 出身・ゆかりのある人物
- 藤島敏男（日本銀行監事）[1] - 諏訪町に居住していた[1]。作家藤島泰輔の父。ジャニーズ事務所代表取締役社長藤島ジュリー景子の祖父。
- 志賀直哉（小説家） - 諏訪町に居住していた。現在の高田馬場1-32-15。日本児童教育専門学校のビルに｢旧居跡」の表示がある。
- 藤田若水（衆議院議員、広島市長、弁護士） - 東京宅が諏訪町にあった[2]。
- 菊容子（女優） - 1975年4月に諏訪町（現・高田馬場1丁目）の自宅マンションで死去[3]。